# Muraltia bondii
Muraltia bondii är en jungfrulinsväxtart som beskrevs av J.H.J. Vlok. Muraltia bondii ingår i släktet Muraltia och familjen jungfrulinsväxter. Inga underarter finns listade i Catalogue of Life.